# テオドレトス

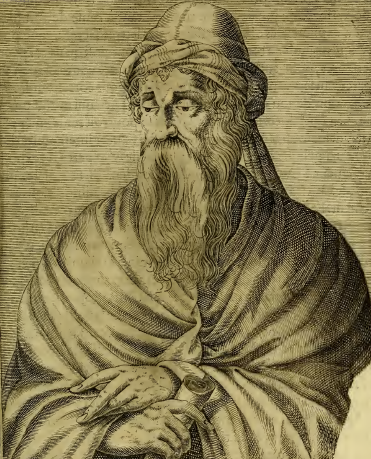
16世紀に版画として製作されたテオドレトスの肖像。André Thevet (1516-1590), Les vrais pourtraits et vies des hommes illustres grecz, latins et payens, t. I, Paris: Par la vefue I. Kevert et Guillaume Chaudière, 1584, p. 20.

キュロスのテオドレトス（ギリシア語: Θεοδώρητος ὁ Κύρρου, ラテン語: Theodoretus Cyrensis/Cyrrhensis, 英語: Theodoret of Cyr/Cyrrhus 393年 - 457年?）は、聖書解釈者、教会史家、神学者、キュロスの主教（司教）。アンティオキア学派最後の大神学者といわれる。東ローマ帝国（初期ビザンツ帝国）時代の神学論争においてアレクサンドリアのキュリロスと論争し、その後継者たちのいわゆる単性論に反駁したことでも知られる。

## 生涯

### 主教就任まで
西暦393年、アンティオキアで裕福なキリスト教徒の両親のもとに生まれた。テオドレトス自身が『シリアの修道士たちの生涯』で語るところによれば、テオドレトスの母は初めなかなか子どもを授からなかった。これに苦しんだ父が、アンティオキア奥地で苦行生活を送っていた隠修士マケドニオスに子供の無事誕生のための祈りを依頼した。そして生まれた子どもを修道士にすると誓ったため、実際に授かった子供に「神の賜物」を意味する「テオドレトス Θεοδώρητος」の名を付けたという。
両親が亡くなるとアパメイア近くの修道院で修道生活を送ったが、423年に30歳の年齢で800前後の小教区をもつ街キュロスの主教に任命された。自身の証言によれば、その主教職中にキュロスの公共浴場や橋、その他公共施設を整備している。またマルキオン派の信徒を1000人超も改宗させ、アレイオス派やエウノミオス派の信徒たちも同じように回心させたという。

### アンティオキア派とアレクサンドリア派
テオドレトスが主教を務めたキュロスは、政治的にも文化的にもシリア地方の中心たる大都市アンティオキアにほど近く、彼の神学思想もアンティオキアの伝統をくむものとなった。アンティオキア派（Antiochene School）と一般に言われるこの伝統は、古代末期のいくつかの論争において独自の見解を持っていた。まず聖書解釈において、聖書そのものの背景にある歴史的文脈を明らかにすることや、語句や字義を詳らかにすることを重視した。また当時のキリスト教徒はほとんど全員がヘブライ語の旧約聖書ではなくギリシア語訳（七十人訳聖書）を用いていたが、これに縛られずアクィラやシュンマコス、テオドティオンといった非キリスト教徒による別のギリシア語訳を積極的に用いたこともアンティオキア派の特徴である。またアンティオキア派の歴史あるいは字義を重視する解釈は、オリゲネスらにみられる聖書の句を比喩的にとらえて他の意味内容（例えばキリスト、教会、新約聖書等）を指し示すと解釈する方法と対照的であった。またキリスト論においてはイエス・キリストが受肉して受け取り、それに打ち勝ち、救いに導いたところの人間としての性質（人性）を強調し、キリストの神なる御言葉としての性質（神性）を強調するアレクサンドリア派と対立した。

### キリスト論論争――エフェソス公会議からカルケドン公会議まで
テオドレトスと同じくアンティオキア派の流れをくむネストリオスは428年にコンスタンティノポリス主教に就任し、イエスは人間としてマリアから生まれ、神としては世界の初めから存在していたのだから、マリアに帰せられたテオトコス（神の母）という呼称は不適切である、と説いた。さてこの「テオトコス」称号を尊重していたエジプトの人々はこれに猛反発し、エジプトの大都市アレクサンドリアの主教キュリロスはネストリオスに反論した。その結果ネストリオスは431年エフェソス公会議（第三全地公会）で異端宣告されることになった。これが上述のキリスト論論争である。テオドレトスはこの論争において、アンティオキア派としてネストリオスの擁護に回り、その神学を代表するものの一人としてキュリロスと互いに反駁を交わしあった。430年代中盤からキュリロスとその一派がネストリオス主義の祖としてタルソスのディオドロスやモプスエスティアのテオドロスを弾劾し始めると、アンティオキア派の先人である彼らを擁護する論陣を張った。またこの間多数の聖書註解や、『敬神者列伝』等いくつかの著作を著している。
また444年にキュリロスが亡くなった後も彼の説を先鋭化させたディオスコロス、エウテュケスらといったアレクサンドリア派による主張に反論し続けた。そのためディオスコロスが皇帝テオドシウス2世にはたらきかけて主導したエフェソス強盗会議では、テオドレトスはキュロスの主教区から出ることを禁じられた。この頃『教会史』を執筆する。しかし451年のカルケドン公会議（第四全地公会）では結局、ディオスコロスやエウテュケスは単性論として異端宣告された。なおテオドレトスはネストリオス説の問題点を認識していたし、カルケドン公会議で正統信仰を認められたが、最後までネストリオスに対する異端宣告に反対していた（最終的には同意した）。カルケドン信条は今のローマ・カトリック教会、プロテスタントのいくつかの宗派、および正教会で根幹的なドグマとみなされているが、そのうちに含まれているキリスト論にはテオドレトスの神学思想が貢献した部分があることが知られている。
なおテオドレトスはカルケドン公会議後の453年まで生存したことがわかっているが、それ以降の消息ははっきりせず、没年には諸説ある。

### 死後
553年にユスティニアヌス帝主導で行われた第2コンスタンティノポリス公会議（第五全地公会）では、テオドレトスの著作のうちキュリロスを駁すものといくつかの説教及び書簡が異端とされたが、前述のごとくその後テオドレトスはカルケドン公会議に署名しているため、彼の著作全体が排斥されたわけではなく、ギリシア語で多数の著作が現存している（後述）。これに対し同じ公会議で彼の先人であるモプスエスティアのテオドロスは人物そのものが異端宣告を受けている。反面、テオドロスは東シリア教会（アッシリア東方教会）において「釈義者」として篤い崇敬を受けているが、テオドレトスの方は事実上無視されており、対照的な受容がみられる。

## 著作
著作は聖書注解や教会史、神学、護教論に至るまで多数が残されている。ホメロスやプラトンをはじめとするギリシア古典にも通じており、平明で正確な古典ギリシア語で著作したが、シリア語も話すことができたとされる。
- 『教会史』（Historia ecclesiastica）――カエサリアのエウセビオス（263頃-339）による著名な『教会史』を引き継ぎ、彼が記述を終えた時点から西暦428年までの教会史を記述しており、ソゾメノス（英語版）、ソクラテスによる教会史とともに当代に関する重要な資料となっている。
- 『敬神者列伝』（あるいは『シリアの修道士たちの生涯』。Historia religiosa）――同時代のアンティオキアを含むシリアで活躍した修道士たちの記録。その26章は有名な柱頭行者（登塔者）シメオンの伝記となっている。
- 『異端略史』――（カルケドン派の立場から見て）異端とされる諸派の思想を要約したもの。その第五巻は正統信仰について主題別に体系化してまとめたものとなっており、ギリシア教父文学の中では類を見ない、教理史にとって非常に有益な史料とされる[8]。
- 『先慮（摂理）についての講話』（De providentia orationes）
- 『聖なる三位一体および主の受肉について』（De sancta trinitate et de incarnatione domini）
- 『ギリシア病の治癒』（Graecarum affectionum curatio）――ギリシア古典の神話や叙事詩と中期/新プラトン主義哲学に則ったいわゆる「異教」に向けて、古典作品及び聖書からの引用を駆使してキリスト教の優位を論じており、その引用句はほとんどをアレクサンドリアのクレメンスおよびエウセビオスに依拠している。
- 『エラニステス』（対話篇、オルソドクソスとエラニステスの対話、Eranistes）――神論、キリスト論の著作。
  - 不変のもの（The Immutable）
  - 混乱しないもの（The Unconfounded）
  - 不可侵のもの（The Impassible）
  - 三段論法による論証[9]
- 諸々の聖書注解。
  - 『八書質疑集』（Quaestiones in octateuchum）――旧約聖書のうち創世記からルツ記までの八つの書物に対しての、仮想の質疑応答をまとめるという形で施された註解書。
  - 預言書や詩篇等に対する逐語註解。語句の意味を明らかにする上で、ギリシア語訳旧約聖書のうち、キリスト教著作家たちに規範とされた七十人訳のほかにもアキラ訳やシュンマコス訳、テオドティオン訳、あるいはシリア語訳などの版も参照している。
  - パウロ書簡に対する逐語註解
- 書簡

など。